# Fenobam
Fenobam je imidazolni derivat razvijen tokom kasnih 1970-tih kao anksiolitski lek sa svojevremeno nepoznatim molekulskim ciljem u mozgu. Naknadno, je utvrđeno da fenobam deluje potentan i selektivan negativni alosterni modulator metabotropnog glutamatnog receptora 5. On je korišten kao vodeće jedinjenje za razvoj niza novijih mGluR5 antagonista.

## Hemija
Fenobam se može pripremiti u dva koraka iz kreatina.